# 达尼埃尔·阿塞诺夫
达尼埃尔·帕内夫·阿塞诺夫（1997年5月17日—）生于扬博尔州库科雷沃，是一名保加利亚男子拳击运动员。他原本练习摔跤，后来他留意到他的兄弟在拳击赛场上取得一定成功，便于2008年开始改练拳击。他于2012年开始参加国际青少年比赛，2015年开始参加国际成年组赛事。